# 러셀 T 데이비스
러셀 T 데이비스(영어: Russell T Davies, OBE, 1963년 4월 27일 ~ )는 웨일스의 각본가이자 텔레비전 프로듀서이다. 영국 BBC의 여러 드라마에서 프로듀서, 작가, 쇼러너로 활동하였으며, 퀴어 애즈 포크, 밥 & 로즈, 더 세컨드 커밍, 카사노바, 닥터 후 뉴 시즌, 토치우드, 사라 제인 어드벤처, 큐컴버, 베리 잉글리시 스캔들, 이어즈&이어즈, 잇츠 어 신 등을 제작하였다.
1963년 스완지에서 태어난 러셀은 본래 만화가 지망생이었으나 진로를 바꿔 시나리오 작가를 전공하게 되었다. 옥스퍼드 대학교 졸업 후인 1985년 BBC에 계약직으로 입사해 어린이 방송부서인 CBBC에서 여러 보직을 거쳤으며, 《다크 시즌》과 《센추리 폴즈》라는 드라마의 제작을 지휘하였다. 이후 BBC를 퇴사하고 그라나다 텔레비전에 들어가 1994년부터 본격적인 성인 대상 TV 드라마의 각본가로 활동하기 시작하였다. 초창기 러셀의 작품은 다양한 뒷배경 사이에서 종교와 성관념의 개념을 탐구하는 이야기들이 많았는데, 이를테면 《레벨레이션》은 레즈비언 목사를 주인공으로 종교조직을 소재로 한 연속극 드라마였고, 《스프링힐》은 현대 리버풀을 무대로 한 기독교 일가의 이야기를 다룬 연속극 드라마, 《더 그랜드》는 전간기를 무대로 성매매, 낙태, 동성애 등 사회적 논쟁거리를 탐구하는 사극 드라마, 퀴어 애즈 포크는 맨체스터의 게이 동네에서 겪었던 러셀 본인의 경험을 드라마화한 것이다. 2000년대로 넘어와서는 여자와 사랑에 빠진 게이의 이야기를 다룬 《밥 & 로즈》, 비종교적 시각에서 예수의 재림과 살신을 다룬 《더 세컨드 커밍》, 스완지를 통째로 손에 넣으려는 어느 황당한 가족을 다룬 코미디 드라마 《마인 올 마인》, 베네치아 탐험가 자코모 카사노바의 자서전 <나의 삶의 이야기>를 드라마화한 《카사노바》의 제작을 맡았다.
2005년 러셀 T 데이비스는 BBC의 장수 SF 드라마 《닥터 후》의 16년간의 휴방기를 끝내고 총괄 프로듀서로서 새 시즌의 제작을 맡았다. 드라마 주인공으로 크리스토퍼 에클스턴, 이후 데이비드 테넌트를 캐스팅하며 안정적으로 드라마를 이끌어나간 러셀은, 폭발적인 인기에 힘입어 두 편의 스핀오프 드라마인 《토치우드》와 《사라 제인 어드벤처》를 제작한 동시에, 토요일 황금시간대 드라마를 부활시키고 드라마 제작사들의 수익 시도를 실현시켰다는 평가를 받는다. 2008년 드라마에서의 공로를 인정받아 대영 제국 훈장을 수상한 러셀은 4개 정규 시즌 제작과 2010년 스페셜 에피소드 "The End of Time"을 끝으로 총괄프로듀서직에서 물러났다. 닥터후 하차 이후에도 2011년 토치우드: 기적의 날과 사라 제인 어드벤처의 마지막 시즌 제작을 총괄하였다. 2022년 10월에는 크리스 칩널의 뒤를 이어 다시 한번 닥터후의 총괄프로듀서이자 쇼러너로 나서, 2023년 닥터 후 60주년 스페셜을 시작으로 두번째 러셀 체제를 이끌 예정이다.
2009년 미국 로스앤젤레스로 이주했던 러셀은 2011년 말 연인이 암에 걸려 상태가 악화되면서 영국으로 돌아왔다. 이후 CBBC의 과학 판타지 드라마 《위저드 vs 에일리언》의 공동제작을 맡으면서 닥터후 하차 이후의 커리어를 시작, 채널 4로 방영된 맨체스터의 중년 게이를 다룬 드라마 《큐컴버》, E4로 방영된 큐컴버 세계관의 LGBT 젊은이들을 다룬 드라마 《바나나》, 올 4로 서비스된 LGBT 문제를 다룬 다큐멘터리 시리즈 《토푸》의 3연작을 선보였다. 이후 BBC One에서 윌리엄 셰익스피어의 동명의 작품을 각색한 《한여름 밤의 꿈》, 존 프레스턴의 소설을 원작으로 한 드라마 《 베리 잉글리시 스캔들》, 미래 영국의 15년간을 배경으로 맨체스터의 일가족의 정치, 경제, 기술적 변화를 다룬 SF 드라마 《이어즈&이어즈》를 제작했다. 2021년에는 채널 4에 세 번째로 복귀해 1980년대~90년대 에이즈 위기를 다룬 반자전적 드라마 《잇츠 어 신》을 제작하였다.

## 주요 작품
- Children's Ward
- 퀴어 애즈 포크
- 밥 & 로즈
- 카사노바
- 닥터 후
- 토치우드
- 사라 제인 어드벤처
- 한여름 밤의 꿈

## 서훈
- 2008년 대영 제국 훈장 4등급(OBE) 수훈[1]

## 주해
1. ↑  본명은 스티븐 러셀 데이비스(Stephen Russell Davies)이다.